# Trentepohlia pennipes
Trentepohlia pennipes är en tvåvingeart som först beskrevs av Osten Sacken 1888.  Trentepohlia pennipes ingår i släktet Trentepohlia och familjen småharkrankar. Inga underarter finns listade i Catalogue of Life.